# 松尾徳子
松尾 徳子（まつお のりこ、1971年（昭和46年）8月15日 - ）は、長崎県出身の日本の柔道家。現役時代は女子66kg級～72kg超級の選手。身長171cm。四段を取得。三浦市にある南下浦中学の教員等を務める。

## 人物
長崎で生まれるが、奈良に移ると9歳の時に奈良柔道クラブで柔道を始めた。小学校6年の時には大阪の箕面市に引っ越すと、箕面柔道協会に所属することになった。箕面第一中学2年の時には強化選手選考会72kg超級で優勝を飾った。東海大仰星高校1年の時には体重別決勝で筑波大学の坂上洋子に有効で敗れるが2位になると、全国高校選手権では優勝を飾った。3年の時には全日本選手権で決勝まで進み、ミキハウスの田辺陽子に有効で敗れたものの2位となった。1990年に東海大学に進み、柔道部へ。1991年には世界選手権無差別代表に選ばれるが、3回戦でポーランドのレナタ・サルに有効で敗れると、敗者復活戦でもオランダのアンヘリク・セリーゼに縦四方固で敗れて7位にとどまった。1992年には全日本選手権の準決勝で田辺に判定で敗れて3位になると、体重別の準決勝でコマツの鈴木香に判定で敗れてバルセロナオリンピック代表にまでは至らなかった。続いて新設された女子の全日本学生柔道優勝大会では決勝で国士舘大学に敗れて2位に終わった。これ以降は72kg超級でありながら78kg程度しかなかったこともあって階級を72kg級に変更した。1993年には体重別決勝で住友海上の福場由里子を有効で破って世界選手権代表に選出された。世界選手権では3回戦で中国の冷春慧に合技で敗れると、敗者復活戦でもベルギーのウラ・ウェルブルックに内股で敗れた。1994年には大学を卒業して横浜そごう所属となった。しかし、体重別決勝で福場に敗れると、強化選手選考会決勝でも現役復帰してきた田辺に判定で敗れて2位にとどまった。1995年には体重別で3位に終わると、オリンピック出場を目標に有力選手のいない66kg級に階級を変更した。しかし、1996年の体重別決勝で土浦日大高校3年の一見理沙に指導で敗れて、アトランタオリンピック代表にはなれなかった。1997年には現役を引退した。現役時代は柔道界には極めて珍しい美人選手として評判だった。

## 主な戦績
72kg超級での戦績
- 1985年　- 強化選手選考会　優勝
- 1986年　- 体重別　3位
- 1986年　- 強化選手選考会　3位
- 1987年　- 体重別　2位
- 1987年　- 環太平洋柔道選手権大会　72kg超級　2位　無差別　2位
- 1988年　- 全国高校選手権　優勝
- 1988年　- 強化選手選考会　2位
- 1989年　- 全国高校選手権　2位
- 1989年　- 全日本選手権　2位
- 1989年　- 体重別　3位
- 1989年　- 福岡国際　72kg超級　3位　無差別　3位
- 1990年 - ブルガリア国際　3位
- 1990年　- 体重別　3位
- 1990年　- 強化選手選考会　2位
- 1990年　- 福岡国際　3位
- 1991年　- 体重別　3位
- 1991年　- 世界選手権　無差別　7位
- 1991年　- アジア選手権　無差別　3位
- 1992年　- 全日本選手権　3位
- 1992年　- 体重別　3位
- 1992年　- 正力杯　優勝(66kg超級)
- 1992年　- 全日本学生柔道優勝大会　2位

72kg級での戦績
- 1993年　- 全日本選手権　5位
- 1993年　- 体重別　優勝
- 1993年　- 環太平洋柔道選手権大会　優勝
- 1993年　- 福岡国際　3位
- 1994年　- 体重別　2位
- 1994年　- 強化選手選考会　2位
- 1994年　- 福岡国際　3位
- 1995年　- 体重別　3位

66kg級での戦績
- 1995年　- 全国体重別選手権大会　3位
- 1995年　- 福岡国際　3位
- 1996年 - オーストリア国際　2位
- 1995年　- 体重別　2位
- 1996年　- アジア選手権　3位